# 費耶特鎮區 (愛荷華州第開特縣)
費耶特鎮區（英語：Fayette Township）是位於美國愛荷華州第開特縣的一個行政鎮區。

## 地方資料
根據2010年美國人口普查的數據，費耶特鎮區的面積為59.99平方千米，當中陸地面積為59.46平方千米，而水域面積為0.53平方千米。當地共有人口185人，而人口密度為每平方千米3.08人。